# Plebejus maricopa
Plebejus maricopa är en fjärilsart som beskrevs av Tryon Reakirt 1866. Plebejus maricopa ingår i släktet Plebejus och familjen juvelvingar. Inga underarter finns listade i Catalogue of Life.